# Oktawian (imię)
Oktawian – imię męskie pochodzenia łacińskiego oznaczające "członek rzymskiego rodu Oktawiuszów" (ród Octavia). W Polsce imię to pojawiło się dopiero w XIX w..
Żeńskim odpowiednikiem jest Oktawia.
Oktawian imieniny obchodzi 23 marca, 6 sierpnia, 2 września.
Znane osoby noszące to imię:
- Oktawian August
- Jan XII (papież)

Patron:
- bł. Oktawian (benedyktyn francuski (ok. 1060-1132). W 1129 r. został biskupem w Savonie. (Wspomnienie 6 sierpnia)

Odpowiedniki w innych językach:
- łacina – Octavianus
- język angielski – Octavian
- język włoski – Ottaviano
- język niemiecki – Oktavian
- język francuski – Octavien
- język hiszpański – Octaviano
- język czeski – Oktavián
- język słowacki – Oktavián